# Colburn (Indiana)
Pour les articles homonymes, voir Colburn.
Colburn est une census-designated place située dans le comté de Tippecanoe, dans l’État de l'Indiana, aux États-Unis. Lors du recensement de 2020, elle compte 164 habitants.